# Tábor (berg)
Tábor är ett berg i Tjeckien.   Det ligger i regionen Liberec, i den centrala delen av landet, 80 km nordost om huvudstaden Prag. Toppen på Tábor är 678 meter över havet.
Terrängen runt Tábor är kuperad åt nordväst, men åt sydost är den platt. Runt Tábor är det ganska tätbefolkat, med 65 invånare per kvadratkilometer. Närmaste större samhälle är Lomnice nad Popelkou, 2,4 km norr om Tábor. I omgivningarna runt Tábor växer i huvudsak blandskog.